# Alain Moineau
Alain Moineau (Clichy-sur-Seine, 15 de maig de 1928 - Marsella, 20 d'octubre de 1986) va ser un ciclista francès que fou professional entre 1950 i 1956. El seu principal èxit esportiu l'aconseguí als Jocs Olímpics de Londres de 1948, on guanyà la medalla de bronze en la contrarellotge per equips junt als seus compatriotes José Beyaert i Jacques Dupont. És fill del també ciclista Julien Moineau, ciclista professional a principis del segle xx.

## Palmarès
- 1948
  -  Medalla de bronze en la prova de contrarellotge per equips als Jocs Olímpics
  - 1r a la París-Évreux
- 1950
  - 1r al Circuit des cols Pyrénéens
  - Vencedor d'una etapa al Tour de l'Ouest
  - Vencedor d'una etapa a la Volta a Luxemburg
- 1951
  - 1r al Circuit des cols Pyrénéens
- 1952
  - 1r a Nantes
  - Vencedor d'una etapa a la Volta a Algèria

### Resultats al Tour de França
- 1950. Abandona (18a etapa)
- 1952. Abandona (8a etapa)